# Matteo Bottasso
Matteo Bottasso   (La Clusa, 17 d'abril de 1878 - Messina, 4 d'octubre de 1918) va ser un matemàtic italià.
Bottasso va estudiar matemàtiques a la universitat de Torí en la qual es va graduar el 1901. Després de dos cursos com assistent a la pròpia universitat, obté el 1904 una beca per ampliar estudis a París on pot estudiar amb Poincaré i Picard. En retornar a Itàlia és nomenat professor de geometria projectiva a la universitat de Bolonya, però només hi roman tres cursos. Els anys següents ocupa diferents llocs docents de secundària i de l'acadèmia militar de Torí. Finalment, el 1917, obté la càtedra de geometria de la universitat de Messina, càrrec que no podrà desenvolupar per la seva mort prematura el 1918 a causa de la grip espanyola.
Bottasso va publicar una trentena d'articles de geometria a diferents revistes científiques. La seva obra més important és el volum Astatique (1915), que constitueix el quart volum del tractat de càlcul vectorial de Cesare Burali-Forti i Roberto Marcolongo.